# Rożden
Rożden (bułg. Рожден) – wieś w Bułgarii, w obwodzie Burgas, w gminie Ruen. W 2023 roku liczyła 444 mieszkańców.